# وليد علاء الدين
وليد علاء الدين (ولد عام 1973) هو كاتب وشاعر ومسرحي ورسام وإعلامي مصري. يُعد من الأصوات الأدبية الشابة في المشهد الثقافي العربي المعاصر، حيث تنوعت إسهاماته بين الشعر والرواية والمسرح والمقالة، مع حضور لافت في الإعلام الثقافي.

## النشأة والمسيرة المهنية
وُلد وليد علاء الدين في مصر عام 1973. بدأ حياته المهنية محررًا في صحيفة الباحث العربي الدولية (مكتب القاهرة)، قبل أن ينتقل إلى دولة الإمارات العربية المتحدة ليعمل مديرًا لتحرير مجلة تراث، ثم مستشاراً بمركز أبوظبي للغة العربية، دائرة الثقافة والسياحة؛ مما أكسبه خبرة واسعة في مجال الصحافة الثقافية والإعلام.
بدأ مسيرته الأدبية بنشر أعماله في الصحف والمجلات الأدبية المتخصصة، مما أتاح له التواصل مع جمهور واسع من القراء. تميزت كتاباته بالتنوع والابتكار، حيث خاض تجارب متعددة في مجالات أدبية مختلفة، مما ساهم في إثراء المشهد الثقافي العربي.

## الأعمال الأدبية والإصدارات
أصدر وليد علاء الدين عددًا من الأعمال الأدبية والإصدارات لتي لاقت اهتمامًا نقديًا، من أبرزها:
- "الغميضة": رواية تتناول موضوعات الهوية والاختباء والتمويه في الحياة الاجتماعية، حيث يجد ولد وبنت نفسيهما على خشبة مسرح الحياة، ويتعاملان مع مفاهيم الفُرجة والانتقاء والمشاركة.[5]
- "روبابيكيا": مجموعة خواطر باللهجة العامية المصرية، مقسمة إلى عدة أقسام مثل: روحانيات، حاجات جوايا، إحساس أنثى، مصر روبابيكيا، قصقصات.[6]
- "ابن القبطية": رواية تمثل نموذجًا للإيقاع في الرواية العربية، حيث تناولها الباحث أحمد عفيفي بالدراسة والتحليل.
- "تردني لغتي إليّ" 2004، شعر. القاهرة.
- "العصفور" 2006، مسرح، دائرة الثقافة بالشارقة.
- "خطوة باتساع الأزرق" 2006، أدب رحلة، المكتبة الوطنية بالجزائر ودار السويدي، أبوظبي.
- "تفسّر أعضاءها للوقت" 2010، شعر، دار صفصافة، القاهرة.
- "حبيب الصايغ، ريادة الشعر والحياة" 2012، نقد، مع آخرين، دائرة الثقافة بالشارقة.
- "72 ساعة عفو" 2015، مسرح، الهيئة المصرية العامة للكتاب.
- "الكتابة كمعادل للحياة" 2015، نقد، وزارة الثقافة بدولة الإمارات.
- "مولانا المقدم" 2016، مسرح، الهيئة المصرية العامة للكتاب.
- "شجرة، وطن، دين رسائل واحد مصري" 2017. مقالات، دار بتّانة، القاهرة، مصر.

- "اقتل الزومبي" 2019، مقالات، دار بتامة للنشر، القاهرة، مصر.
- "أيها الموت العظيم" 2025، شعر، بيت الحكمة، القاهرة، مصر. [7]
- "كيميا": عمل أدبي نُشر عام 2019، يُظهر تطورًا في أسلوب الكاتب وتناوله لموضوعات جديدة.[8]
- "واحد مصري: خطاب مفتوح لرئيس مصر": كتاب يُعبر فيه الكاتب عن رؤيته للوضع السياسي والاجتماعي في مصر، موجهًا خطابه إلى رئيس الجمهورية.

## الجوائز والتكريم
نال وليد علاء الدين عدة جوائز في مجالات الشعر والقصة والكتابة المسرحية، من أبرزها:
- جائزة ساويرس للثقافة: فاز بالمركز الثاني في فرع كبار الأدباء عن نصه المسرحي "72 ساعة عرض".[9]
- جائزة أدب الحرب المصرية أخبار الأدب 1996 في القصة القصيرة.
- جائزة غانم غباش اتحاد كتاب وأدباء الإمارات 1997 في القصة القصيرة.
- جائزة الشارقة للإبداع العربي عن مسرحية "العصفور" 2007.
- القائمة القصيرة لـجائزة ساويرس في الرواية  الدورة 16 كبار الأدباء. [10] [11][12] [13]

كما تُرجمت مختارات من نصوصه الشعرية إلى اللغتين الفرنسية والفارسية، مما يدل على انتشار أعماله وتقديرها في الأوساط الثقافية الدولية. 

## الأنشطة الثقافية والإعلامية
شارك في العديد من الفعاليات الثقافية، منها:
- معرض "دوائر الهامش": أقام أول معرض تشكيلي له بعنوان "دوائر الهامش"، حيث عرض أكثر من 45 لوحة فنية.[16]
- المشاركة في برامج تلفزيونية، متحدثًا عن الثقافة والأدب، مما ساهم في تعزيز حضوره الإعلامي.[17] [18]
- والمشاركة في فعاليات العديد من المنتديات الثقافية الدولية منها معرض الكويت الدولي للكتاب [19] [20] و معرض القاهرة الدولي للكتاب [21] [22] و معرض الشارقة الدولي للكتاب [23]